# Сент-Анн-де-Бопре

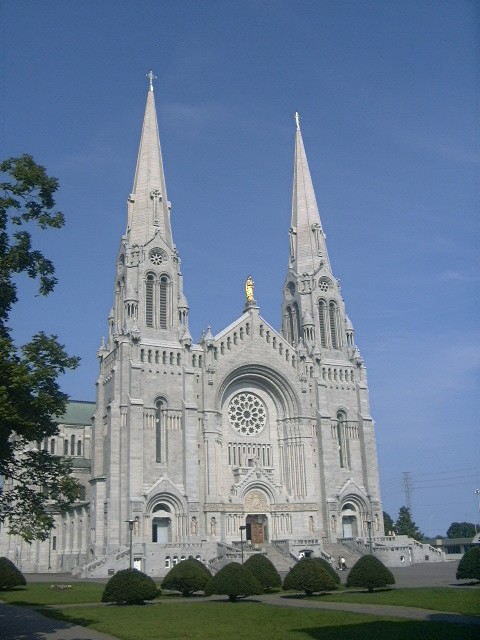
Базилика Сент-Анн-де-Бопре

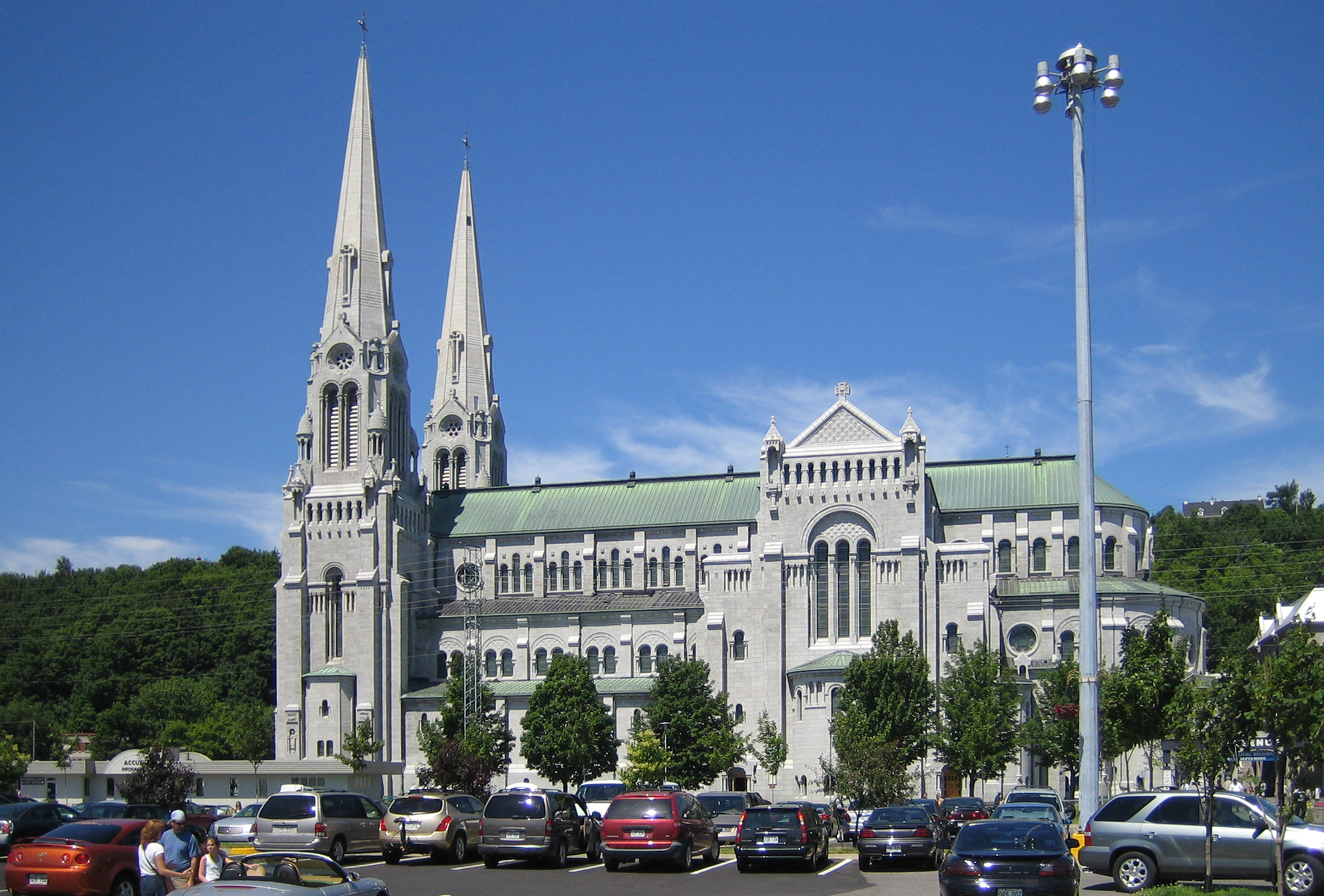
Площадь перед базиликой

Сент-Анн-де-Бопре (фр. Sainte-Anne-de-Beaupré) — город в округе Ла-Кот-де-Бопре в канадской провинции Квебек. Расположен на северном берегу реки Св. Лаврентия в 35 км к северо-востоку от г. Квебек, примерно в 5 км к востоку от Шато-Рише и в 5 км к западу от Бопре. Согласно переписи 2006 г. население города составляло 2803 человек.

## Туризм
Город чрезвычайно популярен среди католических паломников, в том числе и из Европы, благодаря сооружённой в нём базилике Св. Анны. Вокруг базилики позднее возникли другие туристские достопримечательности, связанные с культом св. Анны, в том числе Музей Св. Анны и Циклорама, изображающая Иерусалим времён Иисуса Христа.
Вокруг города, расположенного у подножия Лаврентийских гор, развит агротуризм. В его окрестностях расположены несколько виноделен, частная пивоварня.
Достопримечательностями являются каньон св. Анны с крупным водопадом, расположенный в 6 км к востоку от города и природный заказник на мысу св. Тита.